# John Barnett (rugby)
Pour les articles homonymes, voir Barnett.

a Compétitions nationales et continentales officielles uniquement.

b Matchs officiels uniquement.
John Thomas Barnett aussi appelé Jack « Bowser » Barnett, né le 19 janvier 1880 à Tuena et mort le 2 octobre 1918 à Parramatta des suites d'une méningite, est un joueur de rugby à XV et de rugby à XIII australien. Champion olympique en 1908, il évolue au poste de pilier en rugby à XV avant de jouer en deuxième ligne à XIII.

## Biographie
John Barnett est un joueur pionnier au plus haut niveau. Il est sélectionné en équipe d'Australie de rugby à XV (Wallabies) pour partir en tournée en Europe entre 1908 et 1909. Âgé de 28 ans, il est alors le plus vieux des joueurs australiens de la tournée. Il fait partie de l'équipe d'Australie championne olympique en 1908. À son retour de la tournée en 1910, il change de code et passe à XIII. Il joue pour l'Équipe d'Australie de rugby à XIII (Kangaroos) contre la Grande Bretagne le 18 juin 1910. Quatre anciens Wallabies débutent aussi ce jour-là : Bob Craig, Jack Hickey, Chris McKivat et Charles Russell. Ils deviennent les onzième à quinzième joueurs internationaux australiens sélectionnés dans les deux codes. Cet épisode est le second après que d'autres joueurs ont changé de code deux ans plus tôt : Micky Dore, Dally Messenger, Denis Lutge, Doug McLean snr et 
Johnny Rosewell débutent tous pour les  dans le premier test contre la Nouvelle-Zélande. Il s'engage en club avec les Newtown Jets avec qui il remporte la New South Wales Rugby League en 1910.

## Palmarès

### Rugby à XV
- Champion olympique en 1908

### Rugby à XIII
- Vainqueur de la New South Wales Rugby League en 1910